# Concord Jazz
Concord Jazz – amerykańska wytwórnia płytowa, specjalizująca się w muzyce jazzowej. Założona w 1973 w Los Angeles przez Carla Jeffersona.

## Historia
Założyciel firmy był właścicielem salonu samochodowego Jefferson Motors w kalifornijskiej miejscowości  Concord. Handlował autami, specjalizując się w markach Lincoln i Mercury. Oprócz motoryzacji bardzo interesował się jazzem. W 1969 zorganizował w swoim mieście Concord Jazz Festival. Impreza odniosła sukces i od tamtej pory odbywa się co roku. Powodzenie festiwalu skłoniło go do założenia w 1973 wytwórni płytowej, która na cześć miasta otrzymała jego nazwę. Głównym celem firmy było nagrywanie i wydawanie płyt z muzyką jazzową najwyższej jakości, wykonywaną przez wybitnych artystów – wokalistów,  instrumentalistów oraz małe i duże zespoły. Z czasem oprócz wszystkich gatunków jazzu wytwórnia zaczęła wydawać płyty z muzyką bluesową, R&B, bossa novą oraz soulową, funkową i fusion. Obecnie firma należy do holdingu Concord.

## Wybrani artyści Concord Jazz
Cannonball Adderley, Howard Alden, Herb Alpert, Monty Alexander, Steve Allen, Eden Atwood, George Barnes, Ray Barretto, Count Basie, Art Blakey, Terence Blanchard, Willie Bobo, Ruby Braff, Randy Brecker, Butcher Brown, Ray Brown, Dave Brubeck, Charlie Byrd, Frank Capp, Betty Carter, Ray Charles, Rosemary Clooney, Chick Corea, Bing Crosby, Buddy DeFranco, Eliane Elias, Kurt Elling, Herb Ellis, Tal Farlow, Chris Flory, Stan Getz, Nubya Garcia, Scott Hamilton, Gene Harris, Donald Harrison, Jackie & Roy, Barney Kessel, Henry Mancini, Tânia Maria, Rob McConnell, Dave McKenna, Marian McPartland, Carmen McRae, Peter Nero, Joe Pass, Nat Pierce, Tito Puente, Benny Reid, Emily Remler, Poncho Sanchez, George Shearing, Carol Sloane, Cal Tjader, Mel Tormé, Joe Venuti